# 謝展寰
謝展寰，BBS，JP（1957年10月15日—），香港政府官員，現任環境及生態局局長，曾任環境保護署副署長。

## 簡歷
謝展寰在1970年畢業於中華基督教會全完第二小學（1964年入學），中學就讀於荃灣官立中學。他於1985年6月加入重組前的環境保護處，任職環境保護主任。他在1991年6月晉升首席環境保護主任（首長級第1級），1996年4月晉升為負責空氣質素的環境保護署助理署長（首長級第2級）。在2004年，謝展寰被借調至前运输及工务局擔任首席助理秘书长（环境）。
他自2013年4月起出任環境保護署副署長（首長級第3級）。
在2017年8月，謝展寰獲擢升為環境局副局長，並在2022年7月1日出任重組而成的環境及生態局局長。

## 榮譽

### 殊勳
- 銅紫荊星章（B.B.S.）（2017年6月30日，時任環境保護署副署長）
- 官守太平紳士（J.P.）（2006年7月1日－）[6]

## 外部連結
- 環境及生態局局長謝展寰於香港政府一站通網頁的介紹 （页面存档备份，存于）

| 官衔                         | 官衔                                     | 官衔                                 |
| ---------------------------- | ---------------------------------------- | ------------------------------------ |
| 前任： 黃錦星 （環境局局長） | 環境及生態局局長 2022年7月1日－          | 現任                                 |
| 前任： 陸恭蕙                | 環境局副局長 2017年7月1日－2022年6月30日 | 繼任： 黃淑嫻 （環境及生態局副局長） |